# Combate de Pombal
O Combate de Pombal foi travado no dia 11 de Março de 1811 durante a retirada de Massena, no final da terceira invasão francesa de Portugal. Este combate insere-se no conjunto de acções retardadoras executadas pelas tropas francesas sob o comando do Marechal Ney.

## Antecedentes
Durante a terceira invasão francesa de Portugal, o exército de Massena foi detido pelo sistema defensivo conhecido como Linhas de Torres Vedras. Por não ter recebido reforços que lhe permitissem atacar as Linhas de Torres e perante as grandes dificuldades em abastecer o seu exército, Massena decidiu retirar em direcção ao Vale do Mondego.

A retirada teve início no dia 4 de Março. Os seus Corpos de Exército (CE) seguiram três itinerários: o II CE seguiu pela estrada Santarém – Tomar – Ansião – Espinhel; do VI CE, cada divisão marchou por itinerários diferentes; a 1ª Divisão, de Marchand, marchou com Ney de Tomar para Leiria onde se juntou à Divisão de Conroux do IX CE; das outras duas divisões, a de Mermet juntou-se à anterior em Pombal; o VIII CE saiu da região de Rio Maior, seguiu para Torres Novas e daí para Pombal a partir de onde se posicionou, no itinerário Leiria – Pombal – Redinha - Condeixa – Coimbra, à frente das divisões dos VI e IX CE. O VI CE, com as suas 1ª (Marchand) e 2ª (Mermet) Divisões e uma parte da cavalaria constituíam a Guarda de Retaguarda e seguiu, a partir de Pombal, atrás do VIII CE e a Divisão Conroux do IX CE que escoltava os trens. Para uma visão mais completa da distribuição das forças pelos diferentes itinerários ver o artigo Retirada de Massena.

Desde o dia 6 de Março, que o exército anglo-luso perseguia as forças francesas em retirada. Só no dia 9 Wellington conseguiu ter uma ideia dos itinerários que estavam a ser utilizados pelas tropas francesas. A utilização de três itinerários diferentes por aquelas forças levou também à dispersão dos seus perseguidores. O VI CE foi perseguido apenas pela Divisão Ligeira e por uma Brigada Independente Portuguesa sob o comando de Denis Pack. Se os VI e VIII CE se juntassem na região de Pombal, como tudo indicava que iria acontecer a partir do dia 11 de Março, constituiriam uma força de 35.000 homens. Wellington precisava que outras das sua divisões se reunissem às que executavam a perseguição no itinerário Leiria – Pombal para poder atacar as tropas francesas em retirada. Para isso, Wellington mandou avançar as suas 3ª, 4ª e 5ª Divisões, para se juntarem à vanguarda na estrada Leiria – Pombal. As outras forças, excepto uma brigada da 1ª Divisão que perseguia Reynier, marchavam em perseguição do VIII CE no itinerário Torres Novas – Pombal.

## O campo de batalha
A actual cidade de Pombal era, no início do século XIX, uma vila. Situava-se então quase inteiramente na margem direita (Este) do Rio Arunca. A estrada Leiria – Coimbra que passava por Pombal (a Estrada Real) passava pelo meio da vila. Para atravessar o rio foi construída, no final do século XVIII, uma ponte que ainda hoje existe. A Oeste do Rio Arunca, existe uma faixa de planície com cerca de 500 metros de largura. Do lado oriental do rio, a zona de planície é estreita mas alarga para Norte e existe uma linha de alturas a Este. No extremo Norte dessa linha de alturas existe uma colina onde se situa o Castelo de Pombal. Entre a colina do castelo e a linha de alturas forma-se um pequeno vale. O tecido urbano da vila de Pombal (início do século XIX) estendia-se principalmente pela faixa de planície.

## As forças em presença

### As forças francesas
As forças francesas empenhadas no Combate de Pombal foram duas divisões do VI CE (Sexto Corpo de Exército) sob o comando do Marechal Michel Ney. Os efectivos conhecidos referentes a estas unidades reportam a 1 de Janeiro de 1811 e, desta forma, não correspondem à realidade mas podem dar uma ideia dos quantitativos envolvidos. Eram as seguintes unidades:

- 1ª Divisão de Infantaria, sob o comando do General de Divisão Jean-Gabriel Marchand, com 182 oficiais e 4.805 praças;
- 2ª Divisão de Infantaria, sob o comando do General de Divisão Julien Auguste Joseph Mermet, com 212 e 6.040 praças
- Brigada de Cavalaria Ligeira, sob o comando do  General de Brigada Auguste Étienne Marie Lamotte, com 48 oficiais e 604 praças.

Ao VI CE não se tinha juntado ainda a sua 3ª Divisão de Infantaria (de Loison) que se encontrava a caminho, no itinerário Tomar – Chão de Maçãs – Pombal.

### As forças anglo-lusas
Do exército de Wellington estiveram presentes nesta acção duas divisões: a 3ª Divisão de Infantaria e a Divisão Ligeira. Esta era constituída por duas brigadas e foi a sua Brigada B, travou o combate em Pombal. As forças presentes eram:

- 3ª Divisão, sob o comando do Major-General Sir Thomas Picton;
- Divisão Ligeira, sob o comando do  Major-General Sir William Erskine, formada por duas Brigadas. Destas, a Brigada B era formada por[5]:

- 1/52nd (1º Batalhão do 52º Regimento de Infantaria);

- 2/52nd;

- 4 companhias do 1/95th Rifles (1º Batalhão do 95º Regimento de Rifles);

- Brunswick Oels;

- Caçadores 3 sob o comando do Tenente-Coronel Jorge Elder.

- 1ª Brigada portuguesa, sob o comando do Brigadeiro Denis Pack; integrava a vanguarda e, desta forma, encontrava-se sob controlo do Major-General Erskine;
- Brigada de cavalaria ligeira, sob o comando do Major-General Arentschildt, que também integrava a vanguarda.

## O Combate
A 3ª Divisão do exército de Wellington juntou-se às forças que constituíam a vanguarda, no dia 11 de manhã e, nessa altura, chegaram notícias de que a 4ª Divisão se encontrava já próximo. Do lado francês, as Divisões de Marchand e de Mermet do VI CE encontravam-se em Pombal. Ao tomar conhecimento da chegada de mais forças anglo-lusas, Ney mandou retirar a Divisão de Marchand e deixou a de Mermet na linha de alturas para lá da vila com um batalhão instalado no castelo em ruínas de onde tinham domínio sobre a povoação e a ponte.

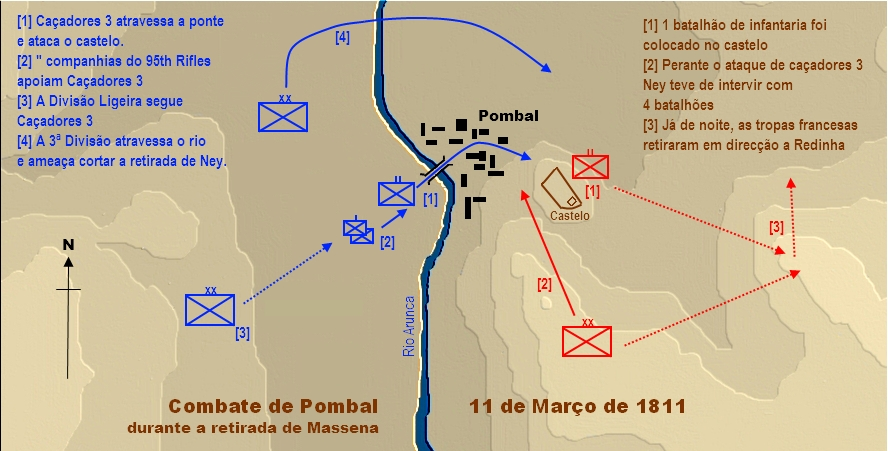
Principais movimentações das tropas durante o combate de Pombal

Quando Wellington se apercebeu que as tropas francesas estavam a começar a retirar (caso da Divisão de Marchand), deu ordem para Caçadores 3 avançar pela ponte, apoiado por duas companhias do 1/95th Rifles, e ocupar a vila. Simultaneamente, a Divisão Ligeira avançava à retaguarda, em apoio de Caçadores 3, enquanto a 3ª Divisão se dirigia para um ponto mais a jusante do rio (para a esquerda; mais a norte) com a finalidade de o atravessar e ameaçar o flanco direito Divisão de Mermet.

Os militares portugueses de Caçadores 3 e os britânicos do 95th Rifles atravessaram a ponte debaixo de fogo, afastaram alguns atiradores franceses que se encontravam na vila e atacaram o castelo onde se encontrava um batalhão francês que, desta forma, corria o risco de ficar isolado do resto da divisão. Ao aperceber-se da manobra da 3ª Divisão britânica, Ney compreendeu que não podia permanecer muito tempo nas posições porque, se o fizesse, ficaria com a sua retirada cortada. Assim, avançou da linha de alturas com quatro batalhões, obrigou as tropas de Caçadores 3 e das duas companhias britânicas a recuar e libertou os seus homens que se encontravam no castelo. Em seguida, barricou a rua principal da vila, deitou fogo às casas em vários pontos e retirou. Com aquelas acções, as forças perseguidoras perderam tempo para atravessar a vila. Os franceses foram batidos pela artilharia britânica enquanto se reagrupavam nas colinas para além da vila mas sem sofrerem baixas importantes. Quando os homens da Divisão Ligeira conseguiram abrir caminho pela vila e a 3ª Divisão conseguiu atravessar o rio, o dia tinha chegado ao fim e Ney retirou ao abrigo da noite sem ser incomodado.

Nesta acção, Caçadores 3 sofreu 31 baixas – 10 mortos e 21 feridos – e as duas companhias do 95th Rifles tiveram 1 morto e cinco feridos. Os franceses perderam 63 homens.

As tropas anglo-lusas acamparam perto do rio e prepararam-se para continuar a perseguição na manhã seguinte. A generalidade dos autores iniciam na descrição deste combate as críticas pela falta de capacidade mostrada por Sir William Erskine para comandar a Divisão Ligeira. Na realidade, este oficial mostrou pouca iniciativa e isso permitiu que Ney ganhasse muito tempo. No fim do dia, a 4ª Divisão estava junto das forças da vanguarda e as 1ª, 5ª e 6ª Divisões encontravam-se muito perto. Wellington podia, a partir de agora, utilizar o máximo da força disponível. A cavalaria britânica, em acções de vigilância e reconhecimento efectuadas de imediato, localizou Ney e o seu Corpo de Exército na região de Venda da Cruz, a caminho de Redinha.